# Erik Palmstierna
Erik Palmstierna, né le 10 novembre 1877 à Stockholm et mort le 22 octobre 1959 à Florence, en Italie, est un diplomate et homme politique suédois, membre du Parti libéral de rassemblement jusqu'en 1911, puis du Parti social-démocrate suédois. Il a été Ministre de la Marine d'octobre 1917 à mars 1920, Ministre des affaires étrangères de mars à novembre 1920, puis Envoyé à Londres de 1920 à 1937. En raison de sa haute naissance, Erik Palmstierna était surnommé le "Baron rouge".

## Biographie
Erik Palmstierna est le fils du diplomate Carl Fredrik Palmstierna (1823-1896). Il commence sa carrière dans la marine et devient capitaine en 1906. Il est toutefois transféré dans la réserve cette année-là et prend le poste de secrétaire de l'Association nationale du travail social.
En 1908, il fonde le "Club Palmstierna", également appelé "Nous", qui regroupe de nombreux jeunes politiciens radicaux. Il est la cheville ouvrière de la fondation de la Fédération des villes suédoises en 1908 et en devient le premier secrétaire.
Erik Palmstierna exerce de nombreux mandats politiques. Il est membre de la Seconde Chambre du Parlement suédois de 1909 à 1920, d'abord pour la circonscription de la ville de Stockholm (1909-1911), puis pour la deuxième circonscription de Stockholm (1911-1920). Il dirige la quatrième commission temporaire (Tillfälligt utskott) en 1910-1911, puis membre de la Commission fiscale de 1912 à 1917. Il est actif sur les questions sociales, mais dépose également des motions, par exemple en faveur de la neutralité permanente de la Suède. Il est également à l'origine de la création, en 1911, de la Commission des trusts et des cartels, dont il sera ensuite membre.
Palmstierna est Ministre de la Marine du 19 octobre 1917 au 10 mars 1920 dans le gouvernement Edén, puis Ministre des Affaires étrangères du 10 mars au 27 octobre 1920 dans le gouvernement Branting I. Il a soutenu une intervention militaire aux Iles Aaland pour que la Finlande renonce à cet archipel. Il est ensuite le délégué de la Suède sur cette question devant la Société des Nations.

## Sources
- (sv) Cet article est partiellement ou en totalité issu de l’article de Wikipédia en suédois intitulé « Erik Palmstierna » (voir la liste des auteurs).